# Les Granges
Les Granges é uma comuna francesa na região administrativa de Grande Leste, no departamento de Aube. Estende-se por uma área de 1,61 km². Em 2010 a comuna tinha 78 habitantes (densidade: 48,4 hab./km²).